# 北バスターミナル (バンコク)

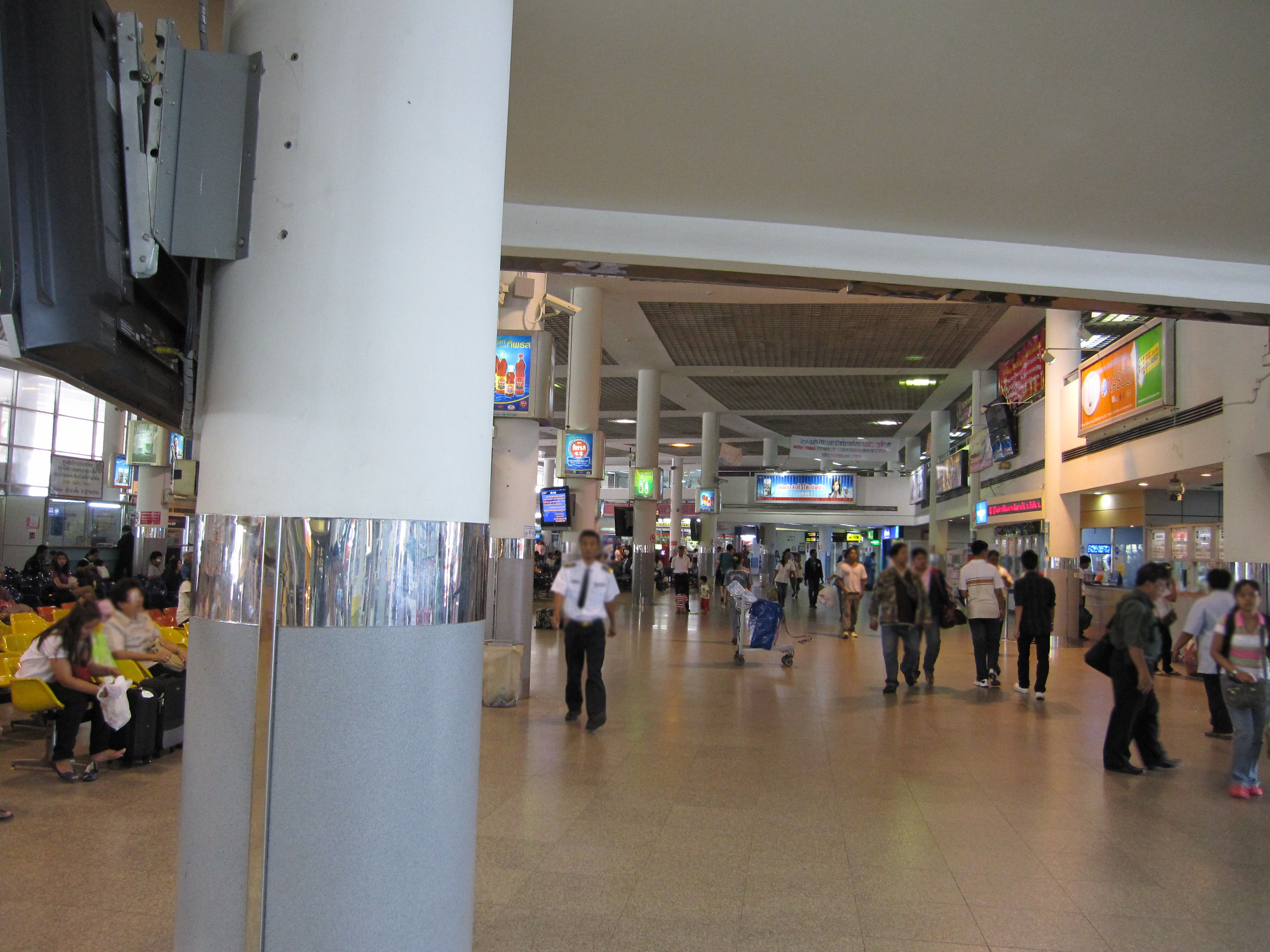
ターミナルビル1階切符売り場

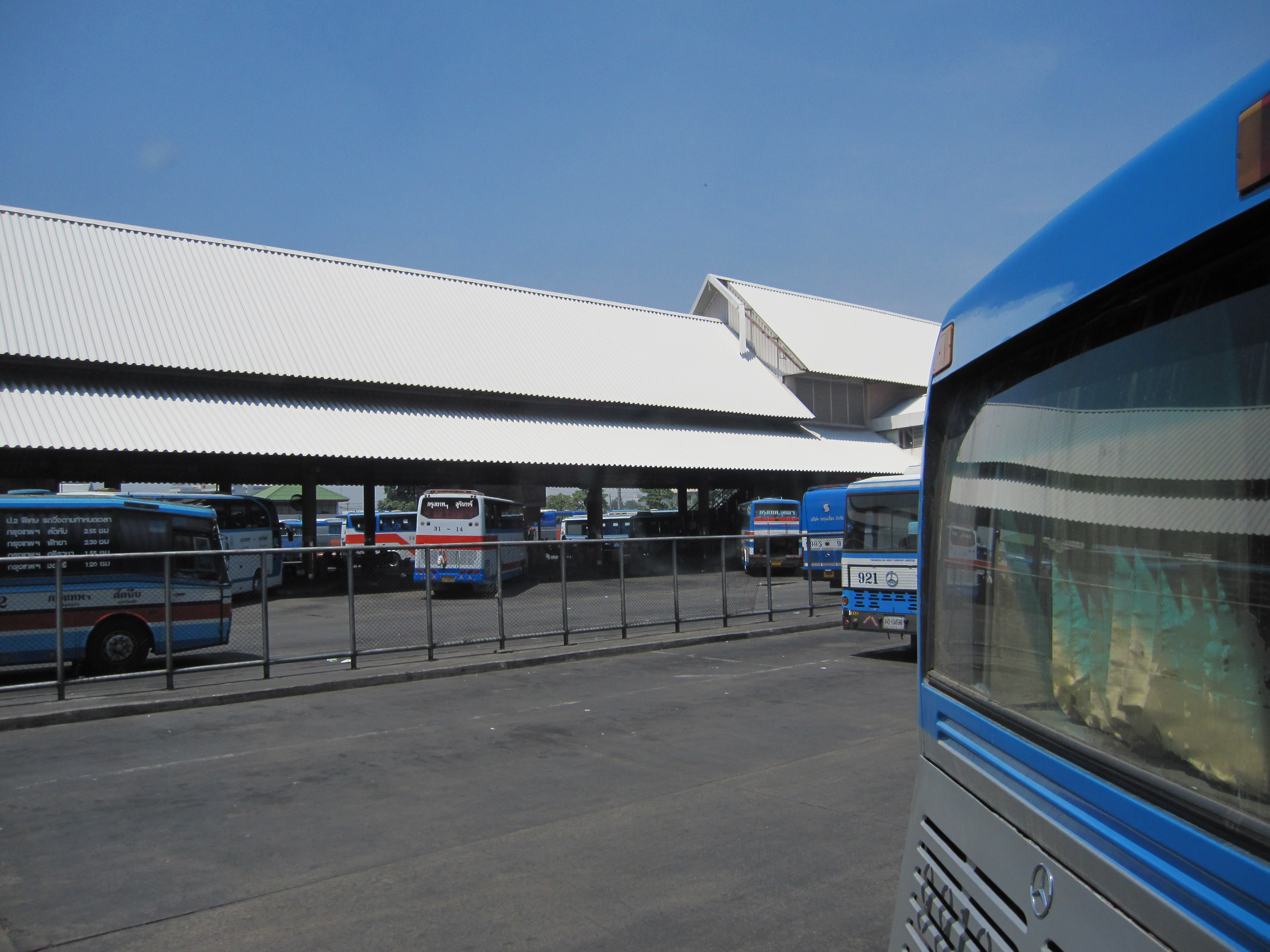
バス乗り場

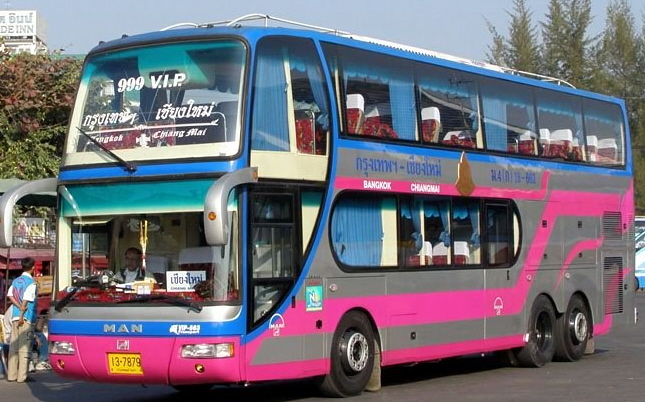
バンコク - チエンマイ線長距離バス

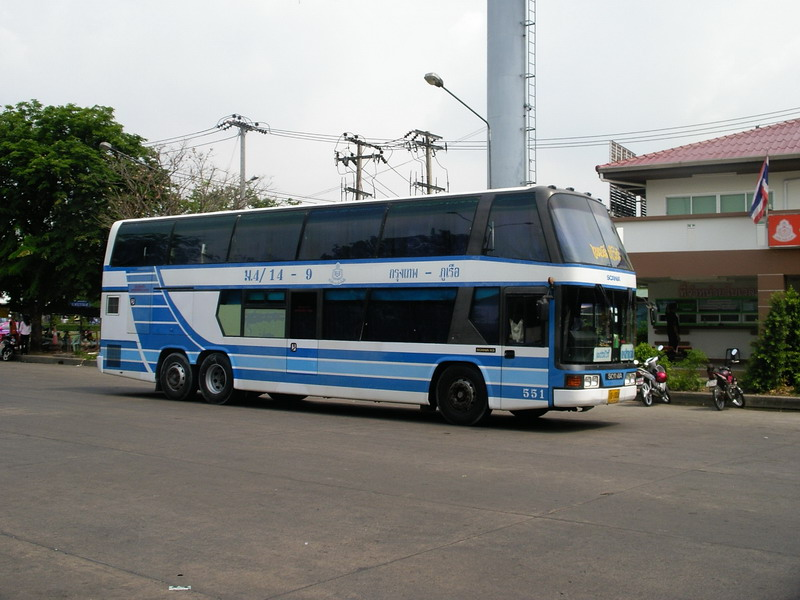
プールア（東北地方ルーイ県）行き長距離バス

北バスターミナル（きたバスターミナル）またはモーチット・マイ（Mo Chit Mai, หมอชิดใหม่）またはモーチット2（หมอชิต 2)は、タイ王国のバンコク・チャトチャック区にあるバスターミナルである。英語表記では「BANGKOK BUS TERMINAL (CHATUCHAK)」になる。

## 概要
タイ北部や東北部に行く長距離バスが主に発着する。1階と3階が切符売り場でコンビニ、レストラン等が入っており、2階はオフィスとなっている。バス乗り場、ターミナルビル自体もかなり広く、移動に10分程度かかることもある。

### アクセス
BL12 カムペーンペット駅（2004年開業）、 RN02 チャトゥチャック駅（ダークレッドライン、2021年開業）の開業により、BTS開業時の最寄り駅 N8 モーチット駅よりはわずかに近くなったものの大差なく、依然、鉄道でのアクセスは困難であり、タクシーもしくは路線バスの利用が望ましい。バンコク中心部からはタクシーで15分程度かかる。

### 再移転計画
後述の通り、旧ターミナルの位置にはBTSスカイトレインの車両基地が現存しているが、実際には遊休地があり、現在駐車場となっている。この土地を利用してバスターミナル機能をもった複合施設を整備する計画が存在する。COVID-19蔓延による影響で計画が停滞しているが、報道によれば2023年に入札が実施され、約5年の建設期間を経て供用開始される見込み。

## 歴史
もともと旧モーチットバスターミナルはカムペーンペット通りに面していたが、住民運動により行き場を失っていたBTSスカイトレインの車両基地用地確保のため現在の位置に移転、1998年4月8日より営業開始した。

## 目的地
- 北部
  - チェンマイ
  - チェンライ
  - メーサーイ
  - チェンセン
  - チェンコン
  - メーホンソン
  - パーイ
  - ピサヌローク
  - スコータイ
  - カンペーンペ
  - メーソット
  - ターク

- 東北部（イサーン）
  - ナコーンラーチャシーマー（コラート）
  - コンケン
  - ウドーンターニー
  - ノンカーイ

- - ムクダハン
  - ナコーンパノム
  - サコンナコーン
  - カラシン
  - ロイエット

- - ウボンラーチャターニー
  - スリン

- - アランヤプラテート

- アユタヤ近郊
  - アユタヤ
  - バンパイン
  - ロッブリー

- 東部・南部方面
  - パタヤ
  - スラタニー
  - サムイ島

## 乗り入れているバス会社
- 公共輸送公社

## 接続している路線
バス(バンコク都内): 3,16,49,77,96,104,134,136,138,145,157,170,509,517,529,536